# 山本直子
山本 直子（やまもと なおこ、1963年3月29日- 、AB型・牡羊座）は、広島県出身の女性アニメーターである。日本ジャーナリスト専門学校卒。

## 来歴・人物
専門学校を卒業後、高橋資祐が代表を務めていたアニメ制作会社・スタジオドオタクに入社。
同スタジオを退社後は、フリーランスとなったが、サンライズ作品に参加する事が多い様である。

## 主な参加作品
- うる星やつら（作画監督・原画）
- 星銃士ビスマルク（原画）
- きまぐれオレンジ☆ロード（原画）
- 燃える!お兄さん（原画）
- らんま1/2 熱闘編（原画）
- 勇者エクスカイザー（原画）
- 魔法学園LUNAR! 青い竜の秘密 -すっぽこ魔法作戦-（原画）
- 魔神英雄伝ワタル2（原画）
- スーパーヅガン（原画）
- 犬夜叉（作画監督・原画）
- 激闘!クラッシュギアTURBO（原画）
- 焼きたて!!ジャぱん（原画・オープニングアニメーション・エンディングアニメーション）
- CLUSTER EDGE（原画）
- 結界師（原画）
- 犬夜叉 完結編（作画監督・原画）
- 機動戦士ガンダムUC（作画監督・原画・第二原画）
- 夏色キセキ（原画）
- えびてん 公立海老栖川高校天悶部（原画）
- しろくまカフェ（原画）
- となりの怪物くん（原画）
- 絶園のテンペスト（原画）
- アイカツ!（原画・オープニングアニメーション）
- ラブライブ!（原画・オープニングアニメーション）
- 琴浦さん（原画）
- ガンダムビルドファイターズ（原画）
- ガンダム Gのレコンギスタ（原画・第二原画）
- マジきゅんっ!ルネッサンス（OP原画）
- クレヨンしんちゃん 新婚旅行ハリケーン 〜失われたひろし〜（原画）
- 半妖の夜叉姫（作画監督・原画）